# Abrosoma sericeum
Abrosoma sericeum är en insektsart som beskrevs av Ludwig Redtenbacher 1906. Abrosoma sericeum ingår i släktet Abrosoma och familjen Aschiphasmatidae. Inga underarter finns listade i Catalogue of Life.